# HD 203532
HD 203532，又名CP-83 716，SAO 258902、HR 8176，是一颗恒星，视星等为6.38，位于銀經309.46，銀緯-31.74，其B1900.0坐标为赤經21h 17m 36.8s，赤緯-83° -31.74′ 7″。